# Wróblowice (województwo dolnośląskie)
Wróblowice – wieś w Polsce położona w województwie dolnośląskim, w powiecie średzkim, w gminie Miękinia.

## Podział administracyjny
W latach 1975–1998 miejscowość należała administracyjnie do województwa wrocławskiego.

## Położenie
Miejscowość leży przy głównej trasie z Wrocławia do Zielonej Góry.

## Agroturystyka
We wsi znajdują się gospodarstwa agroturystyczne.